# Yvonne Farrell
Yvonne Farrell (Tullamore, 1951) és una arquitecta irlandesa, professora d'arquitectura i co-fundadora de Grafton Architects, l'estudi d'arquitectura que va guanyar el premi de l'Edifici de l'Any (World Building of the Year) del 1r Festival Mundial d'Arquitectura, celebrat a Barcelona el 2008, pel seu edifici de la Universitat Bocconi de Milà. Farrell va guanyar el premi Pritzker el 2020 juntament amb Shelley McNamara, la seva sòcia a Grafton Architects.

## Carrera professional
Farrell va estudiar arquitectura a la Universitat de Dublín, on es va graduar el 1974. El 1977, ella i Shelley McNamara van fundar l'estudi Grafton Architects a Dublín. És membre fundadora del Grup 91, que va encarregar-se de la restauració del barri de Tremp Bar de Dublín en la dècada de 1990.
Grafton Architects va representar Irlanda en la Biennal de Venècia de 2002, en la qual van participar de nou el 2008. El seu projecte de la Universitat Bocconi de Milà va guanyar el premi World Building of the Year de 2008. El jurat va seleccionar-lo d'entre els disset finalistes d'un conjunt de 224 projectes que es van presentar al premi. Aquesta construcció ha rebut altres premis i ha estat reconeguda com una obra fonamental de l'arquitectura contemporània i s'ha presentat en diverses exposicions. El 2009, l'edifici del Departament d'Hisenda al centre històric de la ciutat de Dublín, dissenyat també per Grafton Architects, va guanyar el Premi de Confiança Ciutadana, així com un premi especial de l 'Associació d'Arquitectes d'Irlanda. El 2009 van guanyar el concurs per a la construcció de la Facultat d'Economia de la Universitat de Tolosa1. L'estudi va guanyar també el 1r premi del Reial Institut d'Arquitectes Britànics (RIBA 2016) pel seu disseny de l'edifici de la Universitat d'Enginyeria i Tecnologia (UTEC) de Lima (Perú). Aquest edifici va rebre la certificació LEED, que és un reconeixement internacional que atorga el Consell de la Construcció Ecològica dels Estats Units (US Green Building Council, USGBC) a edificis sostenibles i responsables amb el medi ambient.
Farrell és professora de la Universitat de Dublín des de 1976 i professora convidada a l'Acadèmia d'Arquitectura de Mendrisio (Suïssa), des de 2008. L'any 2010 va ocupar la càtedra Kenzo Tange de la Harvard Graduate School of Design de 2010, una escola superior privada integrada a la Universitat Harvard, que ofereix estudis de postgrau, i també és professora de l'Escola Federal Politècnica de Lausana (EPFL). Ha impartit nombroses conferències en escoles europees i americanes d'arquitectura, entre les quals les d'Oslo, Estocolm, Berlage, Yale, Buffalo, St. Louis, Kansas City i Tampa.
Yvonne Farrell és membre del Reial Institut d'Arquitectes d'Irlanda, membre honorari del Reial Institut d'Arquitectes Britànics i membre electe de Aosdána, l'organització d'art irlandès.